# Венеција
Венеција (итал. Venezia, венец. Venesia; старији назив: Млеци) град је, пристаниште и чувено туристичко место у североисточној Италији, на Јадранском мору, са 270.589 становника (заједно са Местреом). Венеција је управно средиште покрајине Венето и истоименог округа Венеција.
Венеција је у средишњем добу средњег века била најважнији град на свету и највеће трговиште Европе између њеног Запада и Истока. Град је и познат као дугогодишња престоница Млетачке републике.
Венеција је јединствен град на свету, изграђена је на 118 малих острва у лагуни, на ушћу реке Бренте у Венецијанску лагуну, са каналима уместо улица. Дуж канала налази се низ цркава и палата прворазредне вредности, који творе јединствен урбани склоп. Због тога Венеција и њени канали проглашени су спомеником Светске баштине УНЕСКОа.
Град има бројне надимке попут: „Серенисима“, „Краљица Јадрана“, „Невеста мора“, „Град мостова“, „Град воде“, док многи градови грађени на каналима носе епитете „Северне Венеције“ (Санкт Петербург), „Западне Венеције“ (Амстердам), „Америчке Венеције“ (Њу Орлеанс).

## Порекло назива
Венеција и покрајина Венето дугују називе племену Венети које је насељавало ово подручје пре његовог освајања од стране старог Рима.

## Географија
Венеција се налази у североисточном делу Италије. Источно и јужно од града (кроз лагуну) је Јадран, а на северу и западу је копно и копнени део града Местре. Од престонице Рима град је удаљен 550 km, а од првог већег града, суседне Падове, свега 50 km.

### Рељеф
Венеција се развила у крајње северозападном делу Јадранског мора. Град је смештен у средишњем делу Венецијанске лагуне на 118 острва испресецаних многобројним каналима и премошћених са 177 мостова. У последњим деценијама примећено је лагано тоњење града, што је данас највећи проблем градске управе.

### Клима
Клима у Венецији је умерено континентална. Зиме су хладне и влажне а лета топла и загушљива. Период од јуна до августа одликује се сунчаним и врло топлим данима, у којима температура прелази 35 °C период. Загушљивост ублажавају топли ветрови, а уске улице пружају освежење од летње жеге. Падавине су најчешће током пролећа и јесени. Магле су честе, а зими температура може да спусти и до -5 °C.
Венеција је под великим утицајем Јадранског мора. Климатске разлике у различитим раздобљима године врло су велике, а близина мора и висока влага додатно појачавају атмосферске прилике. Тако су зиме у Венецији нешто хладније него у другим местима са сличном просечном годишњом температуром. Зими температуре често падну испод нуле, али ретко испод -5 °C. Снег је ретка појава. Лета су изразито врућа. Комбинација просечних температура, које су изнад 27 °C и високе влажности, која је целе године већа од 60%, сама по себи је врло неугодна, а каткад се томе придружи и неугодан мирис који се, баш због таквих атмосферских прилика, шири из канала.
Венеција је позната и по поплавама, познатим под именом Аква алта (ит. Acqua Alta), које су посебно честе током јесени и зиме. Становници Венеције добро су се прилагодили тој неугодности, па градске власти редовно обавештавају људе када се поплава може очекивати и то бар два дана унапред. У туристичким агенцијама и на железничкој станици могу се набавити карте на којима су уцртане повишене руте, односно оне које су на узвишењима и које би требале остати суве, па би се туда требало кретати током повишеног водостаја. Аква алта најчешће траје само неколико сати. Зими вода плави Трг Светог Марка, с обзиром да је то најнижа тачка Венеције.
| Клима (Венеција)           | Клима (Венеција) | Клима (Венеција) | Клима (Венеција) | Клима (Венеција) | Клима (Венеција) | Клима (Венеција) | Клима (Венеција) | Клима (Венеција) | Клима (Венеција) | Клима (Венеција) | Клима (Венеција) | Клима (Венеција) | Клима (Венеција) |
| Показатељ \ Месец          | .Јан.            | .Феб.            | .Мар.            | .Апр.            | .Мај.            | .Јун.            | .Јул.            | .Авг.            | .Сеп.            | .Окт.            | .Нов.            | .Дец.            | .Год.            |
| -------------------------- | ---------------- | ---------------- | ---------------- | ---------------- | ---------------- | ---------------- | ---------------- | ---------------- | ---------------- | ---------------- | ---------------- | ---------------- | ---------------- |
| Средњи максимум, °C (°F)   | 5,8 (42,4)       | 8,2 (46,8)       | 12 (54)          | 16,3 (61,3)      | 21,2 (70,2)      | 24,8 (76,6)      | 27,5 (81,5)      | 27 (81)          | 23,6 (74,5)      | 18,1 (64,6)      | 11,5 (52,7)      | 6,7 (44,1)       | 27,5 (81,5)      |
| Средњи минимум, °C (°F)    | −0,9 (30,4)      | 0,7 (33,3)       | 3,8 (38,8)       | 7,9 (46,2)       | 12,3 (54,1)      | 15,9 (60,6)      | 17,8 (64)        | 17,3 (63,1)      | 14,2 (57,6)      | 9,4 (48,9)       | 4,2 (39,6)       | 0 (32)           | −0,9 (30,4)      |
| Количина падавина, mm (in) | 58,1 (22,87)     | 54,2 (21,34)     | 57,1 (22,48)     | 64,3 (25,31)     | 68,7 (27,05)     | 76,4 (30,08)     | 63,1 (24,84)     | 83,1 (32,72)     | 66 (26)          | 69 (27,2)        | 87,3 (34,37)     | 53,7 (21,14)     | 801 (315,4)      |
| Извор: Putovnica.net       |                  |                  |                  |                  |                  |                  |                  |                  |                  |                  |                  |                  |                  |

### Воде
Јадранско море у овом делу је најхладније и нема плаву боју као у јужним деловима. Положај града у Венецијанској лагуни додатно мења својства морске воде. Због севернијег положаја и затворености било је уобичајено да се појединих година лагуна заледи. Вода је због мочварног карактера околине увек била мутна и прљава, али је због претеране урбанизације лагуне она данас позната и као веома загађена.

## Историја

### Праисторија и антика
Шире подручје Венеције било је насељено још у време праисторије. Први познати становници били су племе Венети. Касније је подручје пало под Римљане, а на оближњем копну јавило се више значајних градова. Сам положај данашњег града био мочварни и је другоразредног значаја, па нема назнака већих насеља и заједница људи.

### Средњи век
Историја Венеције започиње упадима и пљачкама варвара на простор римске империје, када становништво са суседног копна бежи на острва Венецијанске лагуне, као изолованија и безбеднија од ових упада. У ово време настаје и низ других насеља у лагуни која данас постоје - (Маламоко, Торчело). У 7. и 8. веку овде постоји византијска власт, везана за Цариград морем. Ово је поспешило развој приобалних насеља, па и Венеције. У 9. веку јавља се у Венецији епископија, која је снажно уздигнута премештањем моштију светог Марка у Венецију 828. године
Од 9. до 12. века настаје развој града и он постаје једно од средишта тадашње цивилизације, ако не и најважнији град света. Процват града био је везан за положај града између Истока и Запада и Средоземља и континенталног Севера. Тада се подижу и најважније грађевине града: Црква светог Марка, стара дуждева палата, градски арсенал, трасирају се канали и утврђују острва. У ово време започело је и ширење градске власти на околину, а касније и широм Јадрана и шире. Опадање моћи Византије омогућило је и Венецији и ширење посредног утицаја Венеције, већ сада познате као Млетачка република.
На врхунцу моћи, у позном средњем веку, Венеција је имала 3.300 бродова и 36.000 морнара. Градом је влада аристократија која је бирала дужда као изборног владара. Град је у то време постаје и стециште науке и уметности, а градска управа је била међу најорганизованијим у тадашњем свету.

### Нови век
У 15. веку почиње стагнација, а затим и опадање значаја и моћи Венеције и Млетачке републике. Први разлог је био опадање значаја Истока и пропаст Византије. Новоуспостављена власт Османлија на Балкану није била благонаклона, што је утицало на знатно опадање трговине. Други разлог је проналазак путева ка Истоку преко Атлантика и око Африке, чиме је Венеција изгубила првенство у трговини са Далеким истоком. Такође, удаљеност од Атлантика онемогућила је Венецији стварање колонија на прекоморским подручјима.
И поред тога Венеција је остала важно трговиште и занатско средиште Европе све до касног 18. века, а венецијанска култура и уметност тек у овом добу започињу свој највећи развој и процват у време ренесансе и барока.

### Савремено доба
Нагли суноврат Венеције десио се пропашћу и укидањем 1000-годишње Млетачке републике од стране Наполеона 1797. године миром у Кампоформију. Током Наполеонових ратова Венеција је била део његове Краљевине Италије, да би потом била део Ломбардо-Венеције, вазалне државе Хабзбуршке монархије. 1866. године Венеција и околина су придружени новооснованој Краљевини Италији. Овако буран 19. век довео је до пропадања града и смањења становништва, али је отворио занимање за град међу европском аристократијом. Тако, у 19. веку Венеција постаје једно од првих туристичких одредишта.
Током 20. века Венеција је избегла разарања у светским ратовима и релативно безболно прошла кроз дато раздобље. Међутим стари град на острвима губио је битку са развојем предграђа на копну, које је данас знатно веће; у њему живи 4/5 градског становништва, док је стари део Венеције временом постао прворазредна туристичка знаменитост. Бројне напуштене палате и здања су сада попуњени културним и управним садржајима, али и поред тога, Венеција је данас далеко од славе коју је некада имала.

## Срби у Венецији
Прву штампарију на српској територији основали су у делу Зете обласни господари Иван и Ђурађ Црнојевић. Ђурађ, ожењен ћерком млетачког племића Ерица купио је, вероватно 1493, у Венецији штампарску пресу и на Ободу (или Цетињу) где је постојала јака преписивачка школа. Он је подигао штампарију започевши са објављивањем црквених богослужбених књига. У првој српској штампарији издато је четири или пет инкунабула. После пада последње слободне српске територије у турске руке, Ђурађ је напустио Цетиње заједно са великом дворском свитом, у којој је био и штампар Макарије, „преселио се у Млетке”. Нa мапи културне географије српског народа Венеција је дуго представљала најзападнију границу, будући да су у периоду између 15. и 19. века Срби ту штампали своје књиге. Врхунци историје српске књиге у Венецији везани су за делатност војводе Божидара Вуковића Подгоричанина и Теодора и Ђурђа Љубавића у 16. веку, па и за грчку породицу Теодосије у 18. веку, који су од Венеције начинили средишно место књижарске продукције намењене Србима, објављујући књиге на „илирском“ писму.
Према подацима из 2010. године, Венеција има око 62.000 становника, од чега су 3724 странци, од којих само њих 8 имају српско порекло. Заједно са градићем Местре, Венеција има 260.000 становника и у тој широј области има око 2.200 Срба.

## Становништво
Према резултатима пописа становништва 2011. у општини је живело 261.362 становника.
| 1931.   | 1936.   | 1951.   | 1961.   | 1971.   | 1981.   | 1991.   | 2001.   | 2011.   |
| ------- | ------- | ------- | ------- | ------- | ------- | ------- | ------- | ------- |
| 250.327 | 264.027 | 316.891 | 347.347 | 363.062 | 346.146 | 309.422 | 271.073 | 261.362 |

Венеција је 2008. године имала нешто близу 270.000 становника, готово исто као на почетку 20. века. Опште опадање становништва током протеклих деценија одражава се и на градско становништво је изузетно старо - просечан Венецијанац има 46 година. Природни прираштај у граду је међу најмањим од свих значајнијих италијанских градова.
Град данас има значајан удео имигрантског становништва. 94% становника су грађани Италије. Осталих 6% су досељеници из свих крајева свега, али највише са Балкана.
Становништво Венеције данас махом живи на копну, у делу града Местре, 176.000 становника., док у старом делу града живи свега 62.000 становника. (и то добрим делом студенти и имигранти), а остала острва у лагуни (Мурано, Бурано, Лидо) имају заједно 31.000 становника.
Живот у старом делу града и данас је сличан оном пре неколико векова. Стара Венеција је удаљена 4 km од копна и 2 km од отвореног мора. Живети у Венецији заправо значи заборавити на комфор аутомобила, на аутобусе, на градску вреву, бити увек спреман на честе поплаве, густе магле, влажност и пешачење.

## Градска архитектура
Венеција има много познатих грађевинских и уметничких споменика: Дуждева палата, Мост уздаха, Црква Светог Марка у Венецији и деведесет других цркава, богати музеји, уметничке галерије, чувена 
Академија лепих уметности (итал. Accademia di Belle Arti), опсерваторија и друге научне и културне установе.

## Градска привреда
Традиција Венеције су специфични и високоцењени занати, који су и данас живи, мада осавремењени. Занатска производња се базира на израда предмета од стакла, (препознатљиво обојено стакло са острва Мурано), чипки, сребра, злата, коже. Савремена индустрија налази се на копну, где се налази савремени град и индустријска зона Местре. Може се сматрати и неком врстом предграђа Венеције, али данас има много више становника него што има сама Венеција.

### Туризам
Туризам је данас најважнија делатност Венеције и њен покретач. Град нуди прелепу архитектуру и амбијенте, многобројна места пуна емоција и романтике, бројне цркве, музеје, галерије. По неким проценама, сваког дана Венецију посети 50 хиљада туриста, док само туристи са великих крузера који посећују град сваке године потроше више од 150 милиона евра. У граду се током године дешавају многе манифестације, од којих су најпознатије филмски фестивал у Венецији, Венецијански бијенале и карневал у Венецији. У близини Венеције су многобројне плаже, од којих је најпознатија Лидо, позната још од краја 18. века. Данас је веома позната и туристичка зона Лидо ди Језоло.

### Саобраћај
Унутарградски саобраћај је у највећем делу водени. Венеција има 177 канала по којима се саобраћа гондолама, чамцима, малим паробродима и моторним бродовима. Јавни градски превоз у Венецији се такође обавља каналима. Користе се бродови који се називају вапорето. Главна саобраћајница града, артерија Венеције је Канал Гранде (Велики канал) који град дели на два дела. Он је највећи канал и на њему је чувени мост Риалто, а око 380 мањих и већих мостова служи за прелаз преко многих других канала. Град је до данас успео да сачува типографску нумерацију улица (које се у Венецији зову кале, попречне су рамо) која датира из 1171. године када је цео град подељен у шест зона: три са једне стране Великог канала и три са друге.
С копном Венеција је повезана железничком пругом и ауто-путем преко великог „лагунског моста“. Нови, модерни Аеродром „Марко Поло“ налази се на копну, око 7 km од Венеције. Аеродром Тревизо налази се 31 km од Венеције и њега углавном користе нискотарифне авио-компаније. На острву Лидо налази се аеродром Венеција-Лидо погодан за мале авионе.

## Партнерски градови
- Ларнака
- Исфахан
- Баку
- Истанбул
- Лисабон
- Ница
- Сарајево
- Суџоу
- Талин
- Нирнберг
- Солун
- Санкт Петербург
- Тел Авив
- Либек
- Авеиро
- Трст
- Пиран
- Дубровник
- Јереван
- Римини
- Тирана
- Басра
- Форт Лодердејл
- Аксарај

## Галерија
- Панорама са бројних црквама
- Поглед на средишњи део Венеције у сутон
- Црква светог Марка
- Дуждева палата
- Канал Гранде
- Трг светог Марка
- Мост Риалто
- Ка д'Оро и суседне палате
- Црква Санта Марија дела Салуте
- Чувени Мост уздисаја
- Славна градска опера Ла Фениче
- Острво Гајдека за познатом Црквом Ил Редендоре
- Детаљ крова цркве Светог Марка
- Поглед на трг Светог Марка и Дуждеву Палату